# Donald Barthelme

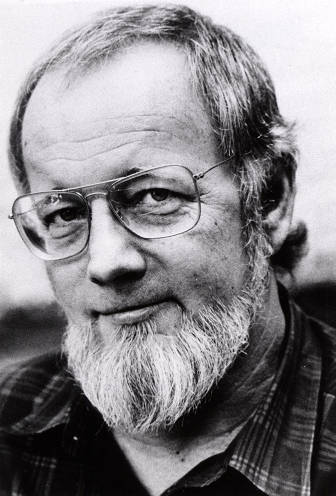
Donald Barthelme

Donald Barthelme (* 7. April 1931 in Philadelphia; † 23. Juli 1989 in Houston, Texas) war ein amerikanischer Schriftsteller. Er verfasste vor allem Romane und Kurzgeschichten und gilt als einer der bedeutendsten Vertreter der  „new fiction“ bzw. der amerikanischen Postmoderne.

## Leben und Werk
Barthelmes Vater war Architekt, der in der Tradition von modernen Klassikern wie Mies van der Rohe stand. Er erbaute auch das Haus in der texanischen Prärie, in dem Donald Barthelme mit seinen Brüdern Steve und Frederick aufwuchs, die ebenfalls bekannte Schriftsteller wurden. Donald kam so früh mit modernen Strömungen in Kunst und Philosophie in Kontakt. Er studierte in Houston, Texas, und war nach dem Militärdienst in Japan und Korea zunächst als Journalist tätig und leitete von 1961 bis 1962 das Museum für Moderne Kunst in Houston. Ohne sein Journalismus-Studium abzuschließen, ließ er sich 1962 auf Manhattan, New York City, als seiner Wahlheimat nieder, um dort seine Karriere als Schriftsteller voranzutreiben.
Barthelmes „new fiction“ unterscheidet sich in mancherlei Hinsicht von der zeitgenössischen Literatur. Das auffallendste Merkmal seiner Prosa ist deren Kürze. Seine erste Kurzgeschichte veröffentlichte Barthelme 1963 im New Yorker. Diese Zeitschrift blieb seine bevorzugte Plattform; seine short stories erschienen überwiegend zuerst dort und später dann gesammelt in Buchform. Eine Auswahl von ihnen ist schließlich in zwei schlicht 60 Stories und 40 Stories betitelten Bänden herausgekommen. Barthelmes literarisches Werk besteht aus etwa 200 Kurzprosatexten und vier Kurzromanen. Die Erstveröffentlichung des größeren Teils seiner Erzähltexte im New Yorker spiegelt die für diese Zeitschrift charakteristische Intelligenz des „distanzierten und gelassenen, dem Snobismus nicht allzu fernen Beobachters des Großstadtlebens“. In dieser Hinsicht gilt Barthelme in der gegenwärtigen literaturwissenschaftlichen bzw. literaturkritischen Diskussion häufig als ein Nachfolger Nathanael Wests. Bedeutsam für den Unterschied ist jedoch Barthelmes grundlegend andere Erzählweise, die seine besondere Handschrift kennzeichnet. Radikaler als andere zeitgenössische Autoren versucht Barthelme, den Sinnverlust der Sprache als „Sinn-’Befreiung‘“ in seiner Erzählgestaltung dazu zu nutzen, auf die „als ‚dreck‘ verbliebene Wirklichkeit der modernen Konsumgesellschaft“ wieder aufmerksam zu machen in Form des neuen Textes als „‚Kunst‘(?)Objekt“ – in Analogie zur Pop Art.
Oft spielt Barthelme in seinen Werken mit phantastischen Elementen. Seinen ersten (Kurz-)Roman Snow White veröffentlichte er 1967 in The New Yorker. Snow White gilt in der Literaturkritik als „Schlüsselwerk der Postmoderne“ und wird als gelungenes Beispiel für die „intertextuelle Aufnahme einer Vorlage“ angesehen, hier des Märchens Schneewittchen und die Sieben Zwerge, das Barthelme satirisch fortschreibt. Der Roman kann dabei als Palimpsest nicht nur des Grimmschen Märchens, sondern auch von dessen Walt-Disney-Verfilmung (1937) gelesen werden. Dieses Palimpsest überträgt in diesem Fall jedoch nicht die Bedeutung der Vorlage des Geschehens in die Gegenwart, sondern eliminiert jegliche Bedeutung, die zuvor mit ihr verknüpft war in einer gegenwärtigen Realität des „Abfalls“, in welcher der Text keine Bedeutung mehr hat bzw. beliebige Bedeutungen annehmen kann. Barthelmes Titelheldin wird nicht mehr wie im Grimmschen Märchen durch das Weiß bestimmt, sondern durch ihre schwarzen „beauty spots“ (dt. „Schönheitspflästerchen“), die ihre Schönheit jedoch nur vortäuschen und an eine mögliche „Befleckheit“ ihrer Trägerin denken lassen. Snow White hat, wie der Leser bald feststellen muss, ihre Unschuld schon längst verloren; sie hat bereits mit allen sieben Männern der Kommune, in der sie lebt, sexuellen Verkehr gehabt. Erfüllung erhofft sie jedoch wie im Märchen von ihrem Traumprinzen; der Auserwählte ist allerdings dazu nicht bereit. Er huldigt ganz der zeitgleich entstandenen Verweigerungstheorie von Herbert Marcuse und begnügt sich mit der Rolle eines Voyeurs, der am Ende den vergifteten, Snow White zugedachten „vodka Gibson“ trinkt. Snow White selbst wird wieder zur Jungfrau, die keine Erlösung wie im Märchen erfährt. Die Handlung des Romans zeigt nur wenig kausale Erzähllogik oder Motivation, sondern liefert eine eher anekdotische Aneinanderreihung von Ereignissen. Das Form- und Wortgefüge des Märchens wird aufgelöst; es bleibt dem Leser überlassen, die Fragmente des Romans selber zu einem neuen Ganzen zusammenzusetzen.
Der 1975 veröffentlichte zweite Roman Barthelmes, The Dead Father, kann als Pendant zu Snow White betrachtet werden. Stand in dem ersten Roman die Frau im Vordergrund, die vergeblich Erfüllung von einem Prinzen erwartet, so steht in seinem zweiten Roman der Vater im Zentrum, der alles zu beherrschen versucht, aber letztlich impotent bleibt auf der Suche nach dem verlorenen Vlies. Während in Snow White das Grimmsche Märchen die zu überschreibende Vorlage liefert, kann The Dead Father Freuds Totem und Tabu als zu überschreibender Vorlage zugeordnet werden. Freuds Interpretation des Vater-Sohn-Verhältnisses wird dabei in Barthelmes Text außer Kraft gesetzt. Mit dem toten Vater verbinden sich verschiedenartige Vorstellungen von einem Vaterbild mit Belanglosigkeiten; analog zu den Eigenschaften eines Denkmals oder einer gedenkwürdigen Person erinnert man sich an den Vater wie an ein Vorbild, kann ihn jedoch zugleich als unwichtig oder bedeutungslos abtun. Das von Barthelme zusammengesetzte Vaterbild kann von den Lesern zu unterschiedlichen Vaterfiguren in Bezug gesetzt werden, neben Freud können Bezüge zu Vorlagen wie Joyces Finnegans Wake, Samuel Beckett, T. S. Eliot oder Ionescos Le roi se meurt (dt. Der König stirbt) gefunden werden. Die Bedeutung des Konstrukts in Barthelmes Roman besteht vor allem darin, dass sich in ihm alle dem Vaterbild historisch zuteilgewordenen Bedeutungen vereinen, um letztlich wiederum dekonstruiert zu werden. Der Vater in The Dead Father definiert die Wirklichkeit trotz seiner schrittweisen Entmachtung jedoch nicht allein für sich selbst, sondern gleichermaßen für seine Söhne. Die Nachfolgenden sind daher durch den Entwurf des Vorausgegangenen seitens des Vaters determiniert. In dieser Ausgestaltung der Bedeutung des toten Vaters folgt Barthelme dem Konzept des Einflusses der bereits bestehenden Kunst auf jegliche neue Kunst, das Harold Bloom in The Anxiety of Influence 1973 entwickelte.
Der postum veröffentlichte Roman The King stellt eine Fortschreibung der Legende von König Artus und seiner Tafelrunde in der Zeit des Zweiten Weltkriegs dar. Wie zuvor in Mark Twains A Connecticut Yankee at King Arthur‘s Court und John Steinbecks Tortilla Flat werden König Arthur und seine Tafelrunde zu neuem Leben erweckt. Der Aufstand Mordreds gegen seinen Vater, König Arthur, nimmt dabei, hier überlagert mit dem Geschehen des letzten Weltkriegs, die Vater-Sohn-Thematik aus The Dead Father wieder auf.
In den 60er Jahren war Barthelmes bevorzugtes literarisches Mittel die Collage in Bild und Text, etwa in Unspeakable Practices, Unnatural Acts (1968) und Overnight In Many Distant Cities (1983). Später bediente er sich eher konventioneller Erzählmuster, siedelte seine Geschichten aber in zunehmend surrealen Landschaften an. In seiner wohl bekanntesten Kurzgeschichte, The Balloon, wird ganz Manhattan plötzlich von einem gigantischen Ballon überschattet, der nach einigen Tagen ebenso unvermittelt verschwindet. Barthelme konstruiert damit in seiner Erzählung eine Situation, die es erzähltechnisch ermöglicht, unterschiedliche Reaktionen auf das Phänomen, aber auch auf die Realität überhaupt zu thematisieren. Die entscheidende Funktion des Ballons besteht letztlich darin, dass er eine Gegenwirklichkeit zu der Alltagsrealität schafft, die die Menschen Tag für Tag einspannt. Während Edgar Allan Poe noch in seiner Kurzgeschichte The Balloon Hoax nachzuweisen versuchte, dass die der Imagination entsprungene Wirklichkeit es mit der empirischen Realität aufzunehmen vermöge, stellt Barthelme dieser in seiner short story einfach eine andere entgegen.
Der „Konstruktcharakter“ der Texte Barthelmes zeigt sich häufig ebenso darin, dass sich in ihnen sehr leicht theoretische Äußerungen finden lassen, die den Auffassungen des Autors entsprechen. So heftet beispielsweise der Erzähler in See the Moon? aus der gleichen Sammlung wie The Balloon Erinnerungsstücke an die Wand, in der Hoffnung, dass sich diese irgendwann zu einem Ganzen fügen und Sinn ergeben könnten. Er kann nur noch solchen Fragmenten vertrauen und misstraut jeder vorgegebenen (Be-)Deutung, gibt allerdings die Hoffnung nicht völlig auf, vor allem im Kunstwerk eines Tages doch noch einen Sinn zu entdecken. In dieser Hinsicht erweist sich Barthelmes Prosa als Metafiktion, in der die Texte ihr eigenes Anliegen in der Erörterung der Frage nach der Sinngebung thematisieren.
Insgesamt hat Barthelme vier Romane, über hundert Kurzgeschichten und ein Kinderbuch verfasst: The Slightly Irregular Fire Engine or the Hithering Thithering Djinn schrieb er für seine Tochter Anne und gewann damit 1972 den National Book Award. Die deutsche Übersetzung von Harry Rowohlt erschien 1991 als „Mathilda und die Feuerwehr, die nicht ganz so war, wie sie sein sollte“. Auch für seine Romane und Erzählungen wurde er mehrfach ausgezeichnet. Neben seinen literarischen Werken schrieb er zahlreiche literaturtheoretische Essays, die seinen Rang als bedeutender Intellektueller mit begründeten. Sein Einfluss auf andere Schriftsteller, den er nicht zuletzt als „creative writing“-Lehrer ausübte, gilt als sehr groß.
Da er oft Elemente der Phantastik verwendet bzw. diese als Ausgangspunkt nimmt, erscheinen seine Texte oft auch in einschlägigen Anthologien bzw. in der Sekundärliteratur, zum Beispiel in der Encyclopedia of Science Fiction.
1978 wurde er in die American Academy of Arts and Letters gewählt.
Barthelme war viermal verheiratet und hat je eine Tochter aus dritter und vierter Ehe. Er starb 1989 an Krebs. Er hatte zwei Brüder, Frederick Barthelme und Steve Barthelme.

## Werke
Romane:
- Snow White (1967)
  - Deutsch: Schneewittchen. Übersetzt von Maria Bosse-Sporleder. Suhrkamp, Frankfurt am Main 1968.
- The Dead Father (1975)
  - Deutsch: Der tote Vater. Übersetzt von Marianne Frisch und Martin Kluger. Suhrkamp, Frankfurt am Main 1977, ISBN 3-518-02079-X. Neuausgabe: Engeler, Basel & Weil am Rhein 2007, ISBN 978-3-938767-30-6.
- Paradise (1986)
  - Deutsch: Paradiesische Zustände. Übersetzt von Isabella Wohlrapp. Klett-Cotta, Stuttgart 1989, ISBN 3-608-95541-0.
- The King (1990)
  - Deutsch: Der König. Übersetzt von Maximilian Schäfer. Engeler, Basel & Weil am Rhein 2006, ISBN 3-938767-07-3.

Sammlungen:
- Come Back, Dr. Caligari (1964)
  - Deutsch: Komm wieder, Dr. Caligari : Geschichten. Übersetzt von Hans Wollschläger. Edition Suhrkamp 628[11]. Suhrkamp, Frankfurt am Main 1970, ISBN 3-518-01628-8.
- Unspeakable Practices, Unnatural Acts (1968)
  - Deutsch: Unsägliche Praktiken, unnatürliche Akte : Erzählungen. Übersetzt von Hanna und Adolf Muschg. Suhrkamp, Frankfurt am Main 1969.
- City Life (1970)
  - Deutsch: City life. Übersetzt von Marianne Oellers. Bibliothek Suhrkamp Bd. 311. Suhrkamp, Frankfurt am Main 1972.
- SADNESS (1972)
  - Deutsch: Am Boden zerstört. Übersetzt von einer Übersetzer-Gruppe am Englischen Institut der Universität München  (Endredaktion Christian Enzensberger) und von Marianne Frisch. Klett-Cotta, Stuttgart 1986, ISBN 3-608-95065-6.
- Guilty Pleasures (1974)
- Amateurs (1976)
  - Deutsch: Amatöre. Übersetzt von einer Übersetzer-Gruppe am Englischen Institut der Universität München (Endredaktion Christian Enzensberger) und von Marianne Frisch. Klett-Cotta, Stuttgart 1988, ISBN 3-608-95066-4.
- Great Days (1979)
  - Deutsch: Tolle Tage. Übersetzt von einer Übersetzer-Gruppe am Englischen Institut der Universität München (Endredaktion Christian Enzensberger) und von Marianne Frisch. Klett-Cotta, Stuttgart 1985, ISBN 3-608-95067-2.
- Overnight to Many Distant Cities (1983)
  - Deutsch: Über Nacht zu vielen fernen Städten. Übersetzt von Isabella Wohlrapp. Klett-Cotta, Stuttgart 1991, ISBN 3-608-95542-9.
- Sam's Bar (with illustrations by Seymour Chwast) (1987)
- Sixty Stories (1981)
- Forty Stories (1988)
- Kim Herzinger (Hg.): The Teachings of Don B.: Satires, Parodies, Fables, Illustrated Stories, and Plays of Donald Barthelme (1992)
- Kim Herzinger (Hg.): Not-Knowing: The Essays and Interviews of Donald Barthelme (1997)
- Flying to America: 45 More Stories (2007)

Sonstiges:
- The Slightly Irregular Fire Engine, or the Hithering Thithering Djinn (Kinderbuch, 1971)

Weitere Übersetzungen:
- Der Kopfsprung : Erzählungen. Übersetzt von einer Übersetzer-Gruppe am Englischen Institut der Universität München (Endredaktion Christian Enzensberger) und von Marianne Frisch. Cottas Bibliothek der Moderne Bd. 39. Klett-Cotta, Stuttgart 1985, ISBN 3-608-95225-X.
- Randerscheinungen.  Übersetzt von einer Übersetzer-Gruppe am Englischen Institut der Universität München (Endredaktion Christian Enzensberger) und von Marianne Frisch. Verlag Vold und Welt, Berlin 1987, ISBN 3-353-00126-3.
- Am Ende des mechanischen Zeitalters : Ausgewählte Prosa. Hrsg. und mit einem Nachwort von Eva Manske. Übersetzt von einer Übersetzer-Gruppe am Englischen Institut der Universität München (Endredaktion Christian Enzensberger) und von Marianne Frisch. Insel-Bücherei Bd. 1083. Insel, Leipzig 1989, ISBN 3-7351-0058-9.